# Pepa Doncel
Pepa Doncel es una obra de teatro de Jacinto Benavente, estrenada en Madrid el 21 de noviembre de 1928.

## Argumento
Pepa Doncel fue el nombre artístico de Felisa Rodríguez de Medina cuando esta se dedicaba a la farándula. Sin embargo, tras su matrimonio con el Sr. Cifuentes, se posiciona con cierto rango en la sociedad local de la pequeña ciudad de Moraleda. Tras enviudar, su objetivo es ser reconocida y aceptada como uno de ellos por la burguesía local. Para conseguirlo, intenta concluir un buen matrimonio para su hija Genoveva. Sin embargo, el aspirante, un hombre maduro y bien situado termina contrayendo matrimonio con la propia Felisa, que de esta forma renuncia a volver a sus orígenes, recuperando el amor del padre de Genoveva.

## Representaciones destacadas
- Teatro (Estreno, 1928). Intérpretes: Lola Membrives (Pepa), Ricardo Puga, Guadalupe Muñoz Sampedro, Elisa Moreu, Guillermo Grases, Amparo Astort.
- Teatro (Teatro Calderón, Madrid, 1946). Intérpretes: Lola Membrives (Pepa).
- Teatro (Teatro Lara, Madrid, 1956). Intérpretes: Lola Membrives (Pepa), Rafael Rivelles, Carmen Bernardos, Amparo Martí, Margarita Espinosa.
- Cine (1969). Pepa Doncel. Dirección: Luis Lucia. Intérpretes: Aurora Bautista (Pepa), Juan Luis Galiardo, Gracita Morales, Mercedes Vecino, Maribel Martín, Fernando Guillén, María Asquerino.
- Televisión (en el espacio de TVE, Teatro estudio, 1981). Intérpretes: Lola Cardona (Pepa), Inma de Santis, Jesús Enguita, Alicia Hermida, Antonio Iranzo, Terele Pávez, Manuel Zarzo.